# Белошейкин, Евгений Владимирович
Евге́ний Влади́мирович Белоше́йкин (17 апреля 1966, г. Невельск, Сахалинская область — 18 ноября 1999, Санкт-Петербург) — советский хоккеист, вратарь. Мастер спорта СССР международного класса.

## Биография
Отец — Владимир, футболист, бывший игрок дубля ленинградского «Зенита», был директором первой невельской ДЮСШ, мать — Раиса Павловна, педагог.
В высшей лиге дебютировал в сезоне 1983/1984 в составе ленинградского СКА. В заявке армейцев на сезон Белошейкин не значился, хотя предсезонный сбор с основной командой уже проходил. Но клуб крайне неудачно стартовал в чемпионате, занимая после восьми туров 10 место из 12. Проведший в воротах 7 из 8 стартовых матчей Сергей Черкас пропускал в среднем по 4 шайбы за игру, а бывший в предыдущем сезоне основным голкипером, но не отличавшийся стабильностью Дмитрий Курошин в матче 7-го тура пропустил две шайбы на последних двух минутах матча с московским «Спартаком», в результате чего СКА проиграл со счетом 5:6. Старший тренер ленинградцев Борис Михайлов уже в матче 9-го тура против московского «Динамо», выпустил на лед 17-летнего Евгения Белошейкина. Игра состоялась 14 октября 1983 года в Москве и завершилась со счетом 2:2. Всего в сезоне Белошейкин провел за СКА 24 игры и пропустил 80 шайб. Черкас провёл 21 игру и пропустил 71 шайбу, а матч с московским «Спартаком» стал единственным в этом чемпионате для Курошина.
В сборной СССР Белошейкин дебютировал 19 декабря 1985 года в возрасте 19 лет на турнире на приз «Известий» в игре со шведами. Был основным вратарём сборной СССР на протяжении 1986 и 1987 годов.
Клубы
- СКА (Ленинград) (1983—84, 1990-91) — 30 игр (-102 шайбы) коэфф. 3,40
  - 1983/84 — 24 игры (-81 шайба) коэфф. 3,38
  - 1989/90 — 3 игры (-13 шайб) коэфф. 4,34
  - 1990/91 — 3 игры (-8 шайб) коэфф. 2,67
- ЦСКА (1984—1989) — 100 игр (-198 шайб) коэфф. 1,98
  - 1984/85 — 13 игр (-22 шайбы) коэфф. 1,70
  - 1985/86 — 30 игр (-54 шайбы) коэфф. 1,80
  - 1986/87 — 33 игры (-62 шайбы) коэфф. 1,88
  - 1987/88 — 10 игр (-22 шайбы) коэфф. 2,20
  - 1988/89 — 14 игр (-38 шайб) коэфф. 2,72
- Кейп Бретон Ойлерз[англ.] АХЛ (Сидни, Новая Шотландия, Канада; 1991—1992) — 3 игры.

Был выбран клубом НХЛ «Эдмонтон Ойлерз» на драфте 1991 года в 11-м раунде под общим 232-м номером. Однако в НХЛ не попал, пробыв всего полгода в фарм-клубе «Эдмонтона».
Из-за неоднократных нарушений спортивного режима осенью 1989 года был отчислен из ЦСКА. Позже из-за аналогичных проблем покинул ленинградский СКА и «Ижорец» (Колпино).
Жизнь после хоккея у Белошейкина не сложилась. Дополнительным сильным потрясением для него стало убийство отца неизвестными в одном из питерских кафе.
Был дважды женат, но оба брака распались. Работал в ЧОПе, но чаще был просто безработным. Страдал от алкогольной зависимости.
Во время приступа депрессии вначале пытался вскрыть себе вены, а затем покончил жизнь самоубийством (повесился) в общежитии 18 ноября 1999 года в Санкт-Петербурге. Похоронен на Богословском кладбище.

## Достижения
- Олимпийский чемпион 1988 года (был в заявке команды, но в Играх не участвовал из-за перелома ноги, полученного на тренировке за несколько дней до начала турнира; основным голкипером сборной СССР на Олимпиаде был Сергей Мыльников)
- Чемпион мира 1986 года (8 матчей — 11 пропущенных шайб)
- Золото молодёжных чемпионатов мира- 1984 (попал в символическую сборную турнира) и 1986; признан лучшим вратарём чемпионата мира среди молодёжных команд 1986 года
- Вице-чемпион мира 1987 года
- Двукратный чемпион Европы (1986, 1987)
- Трёхкратный чемпион СССР в составе ЦСКА (1985, 1986, 1987)
- Финалист Кубка Канады-1987. Считался первым вратарем сборной, но сыграл нестабильно, и на решающий матч вышел Сергей Мыльников.